# Øyvind Leonhardsen
Øyvind Leonhardsen (Kristiansund, 1970. augusztus 17. –) norvég labdarúgó-középpályás.

## Pályafutása

### A válogatottban
1990 és 2003 között 86 mérkőzésen lépett pályára a norvég válogatottban, és 19 gólt szerzett. Tagja volt a norvég nemzeti csapatnak az 1994-es és az 1998-as világbajnokságon is.

## Statisztika

### A válogatottban
| Válogatott | Év       | Mérk. | Gólok |
| ---------- | -------- | ----- | ----- |
| Norvégia   | 1990     | 3     | 0     |
| Norvégia   | 1991     | 7     | 1     |
| Norvégia   | 1992     | 8     | 4     |
| Norvégia   | 1993     | 8     | 3     |
| Norvégia   | 1994     | 9     | 1     |
| Norvégia   | 1995     | 8     | 2     |
| Norvégia   | 1996     | 6     | 1     |
| Norvégia   | 1997     | 4     | 0     |
| Norvégia   | 1998     | 6     | 1     |
| Norvégia   | 1999     | 7     | 3     |
| Norvégia   | 2000     | 3     | 0     |
| Norvégia   | 2001     | 5     | 2     |
| Norvégia   | 2002     | 9     | 0     |
| Norvégia   | 2003     | 3     | 1     |
| Összesen   | Összesen | 86    | 19    |

## Sikerei, díjai

### Klubcsapatokkal
Rosenborg BK
- Norvég bajnokság: 1992, 1993, 1994
- Norvég kupa: 1992

Strømsgodset IF
- Norvég másodosztály: 2006